# Adoretus gressetti
Adoretus gressetti är en skalbaggsart som beskrevs av Frey 1969. Adoretus gressetti ingår i släktet Adoretus och familjen Rutelidae. Inga underarter finns listade i Catalogue of Life.